# Найт-Лебель, Джейми
Джейми Мэтью Найт-Лебель (фр. Jamie Mathieu Knight-Lebel; род. 24 декабря 2004, Монреаль, Квебек) — канадский футболист, полузащитник клуба «Бристоль Сити» и сборной Канады.

## Клубная карьера
Найт-Лебель — воспитанник английских клубов «Саутгемптон» и «Бристоль Сити». 28 октября 2023 года в матче против «Кардифф Сити» он дебютировал в Чемпионшипе в составе последних. Летом 2024 года Найт-Лебель на правах аренды перешёл в «Кру Александра». 13 августа в матче Кубка английской лиги против «Ротерем Юнайтед» он дебютировал за основной состав. 29 декабря в поединке Второй лиги Англии против «Милтон-Кинс Донс» Джейми забил свой первый гол за «Кру Александра». По окончании аренды игрок вернулся в «Бристоль Сити».

## Международная карьера
В 2022 году Найт-Лебель в составе молодёжной сборной Канады принял участие в молодёжном Кубке КОНКАКАФ в Гондурасе. На турнире он сыграл в матчах против команд Кубы, США и Гватемалы.
20 ноября 2024 года в матче Лиги наций КОНКАКАФ против сборной Суринама Найт-Лебель дебютировал за сборную Канады.